# Bert Matter
Egbert Jan (Bert) Matter (Abcoude, 29 april 1937) is een Nederlands organist en componist.
Hij was zoon van predikant Hendrik Margienus Matter en Grietje Frederika Wiersma. Hij zelf huwde Maria Anne (Marianne) de Leeuw (17 oktober 1935-12 februari 2019). Dochter Maritgen Matter is schrijfster; dochter Jurianne Matter ontwerpster.
Hij kreeg zijn opleiding aan het Rotterdams Conservatorium bij Piet van den Kerkhoff en Cor Kee. Hij bespeelde orgel in Rotterdam-Charlois en Hoogeveen (Hoofdstraatkerk). In die laatste plaats was hij betrokken bij de Stichting Jeugd en Muziek.
Hij was van 1969 tot voorjaar 2002 organist van het Bader/Timpe-orgel in de Walburgiskerk in Zutphen. Hier volgde hij de legendarische Cor Bute op. Daarnaast was hij vanaf 1967 hoofdvakdocent orgel aan de conservatoria van Arnhem en Den Haag.
Van deze werkzaamheden nam hij eind jaren negentig afscheid.
Bert Matter geniet grote bekendheid als pedagoog en improvisator en gaf vele concerten en cursussen in Frankrijk, Noorwegen, Oostenrijk, Zwitserland, Duitsland en de Verenigde Staten. Daarnaast verschijnen van hem verschillende composities en een boek over praktische harmonie.
Hij is vele malen jurylid geweest bij nationale en internationale orgelconcoursen.
Bert Matter is de grote stimulator bij de voorbereiding en restauratie van het Bader-orgel in de Walburgiskerk. Deze activiteit resulteerde in 1996 in een orgel dat beschouwd wordt als een van de tien mooiste in Nederland.
Voor zijn verdiensten is Matter onderscheiden als Ridder in de Orde van Oranje-Nassau.
Bert Matter maakte een aantal cd’s waaronder een serie waarop hij het orgel in de Walburgiskerk zowel vóór als na de restauratie bespeelt. Zijn Bach-interpretaties worden alom gewaardeerd.
Zijn eigen composities staan op de cd ‘Bert Matter Organ Works’ die hem door vier leerlingen werd aangeboden in 2002.
In 2012 kreeg Bert Matter de Sweelinckprijs voor zijn bijdrage aan de Nederlandse orgelcultuur.
Eind april 2017 werd er een speciaal orgelconcert gehouden in de Walburgiskerk voor zijn 80e verjaardag.
- Gemeinsame Normdatei: 114604819X
- International Standard Name Identifier: 0000 0003 8583 3978
- Library of Congress Control Number: no95006625
- MusicBrainz: 1d5e406a-3dbd-4dc6-94c9-8f166c89adab
- Nederlandse Thesaurus van Auteursnamen: 07470964X
- Virtual International Authority File: 239342489
- WorldCat: E39PBJgXd9R7vPMKFQkQdDRYfq